# Черевки (Семёновский район)
Черевки (укр. Черевки) — село,
Пузыревский сельский совет,
Семёновский район,
Полтавская область,
Украина.
Население по данным 1986 года составляло 10 человек.
Село ликвидировано в 1992 году.

## Географическое положение
Село Черевки находится на расстоянии в 1 км от села Василяки.

## История
- 1992 — село ликвидировано[1].
- Село указано на специальной карте Западной части России Шуберта 1826-1840 годов[2]